# دیون اورنوولد
دیون اورنوولد (دانمارکی: Dion Ørnvold; ۱۷ اکتبر ۱۹۲۱ – ۲۳ ژانویهٔ ۲۰۰۶) بازیکن فوتبال اهل دانمارک بود.
از باشگاه‌هایی که در آن بازی کرده‌است می‌توان به باشگاه فوتبال اسپال اشاره کرد.